# Afsporing af godsvogn i Haslev
Kollision og afsporing i Haslev 23. december 1971
Under udkørsel fra Haslev spor 1 mod Tureby den 23. december 1971 blev lokomotivføreren ca. 150 m fra det nordlige indgangssporskifte klar over, at de bageste vogne i tog 5129, der holdt i spor 2, ikke var sporfri. Kollision med vognene var uundgåelig.
På grund af den bro der var styrtet sammen ved Kværkeby 22. december var Vestbanen fortsat spærret og en del tog blev ledt over Køge og Næstved.
Tog 5129 var oprindelig på 140 aksler og stationsbestyreren i Køge fik af Haslev oplyst, at der kunne være 88 aksler i spor 2. Toget var derfor afsendt med 84 aksler og stationsbestyreren i Haslev gik derfor ud fra, at toget kunne være i spor 2.
Det fremgik af lokal instruktion, at sporisolationen ved indgangssporskiftet ikke gav garanti for sporfrihed mellem spor 1 og spor 2, og at stationsbestyreren derfor i forbindelse med signalgivning skulle foretage direkte togvejseftersyn, hvilket åbenbart ikke skete.
|  | Denne artikel kan blive bedre, hvis der indsættes geografiske koordinater Denne artikel omhandler et emne, som har en geografisk lokation. Du kan hjælpe ved at indsætte koordinater i wikidata. |